# Cicurina colorada
Cicurina colorada là một loài nhện trong họ Dictynidae.
Loài này thuộc chi Cicurina. Cicurina colorada được Ralph Vary Chamberlin & Wilton Ivie miêu tả năm 1940.